# Sonikqua Walker
Sonikqua Walker (* 24. September 1994) ist eine ehemalige jamaikanische Sprinterin, die sich auf den 400-Meter-Lauf spezialisiert hat. Ihren größten Erfolg feierte sie mit dem Gewinn der Silbermedaille mit der jamaikanischen 4-mal-400-Meter-Staffel bei den NACAC-Meisterschaften 2015.

## Sportliche Laufbahn
Erste internationale Erfahrungen sammelte Sonikqua Walker, die an der Ohio State University studierte, im Jahr 2015, als sie bei den NACAC-Meisterschaften in San José mit 53,26 s in der ersten Runde über 400 Meter ausschied und mit der jamaikanischen 4-mal-400-Meter-Staffel in 3:28,65 min gemeinsam mit Verone Chambers, Jonique Day und Bobby-Gaye Wilkins die Silbermedaille hinter dem Team aus den Vereinigten Staaten gewann. Im Jahr darauf gewann sie bei den U23-NACAC-Meisterschaften in San Salvador in 52,69 s die Bronzemedaille über 400 Meter hinter ihrer Landsfrau Chrisann Gordon und Jaide Stepter Baynes aus den Vereinigten Staaten. Zudem gewann sie dort in 43,63 s bzw. 3:32,06 min jeweils die Silbermedaille in der 4-mal-100- und 4-mal-400-Meter-Staffel. 2018 gewann sie bei den Zentralamerika- und Karibikspielen in Barranquilla in 3:30,67 min die Silbermedaille hinter dem Team aus Kuba und 2020 beendete sie ihre aktive sportliche Karriere im Alter von 26 Jahren.

## Persönliche Bestzeiten
- 200 Meter: 23,34 s (+1,4 m/s), 23. April 2016 in Columbus
- 400 Meter: 51,53 s, 29. Mai 2015 in Jacksonville
  - 400 Meter (Halle): 53,81 s, 13. Januar 2018 in New York City